# Anomala retusicollis
Anomala retusicollis är en skalbaggsart som beskrevs av Bates 1888. Anomala retusicollis ingår i släktet Anomala och familjen Rutelidae. Inga underarter finns listade i Catalogue of Life.